# Arinos
Arinos là một đô thị thuộc bang Minas Gerais, Brasil. Đô thị này có diện tích 5322,795 km², dân số năm 2007 là 17592 người, mật độ 3,4 người/km².